# Procleomenes morio
Procleomenes morio är en skalbaggsart som beskrevs av Holzschuh 2007. Procleomenes morio ingår i släktet Procleomenes och familjen långhorningar.
Artens utbredningsområde är Laos. Inga underarter finns listade i Catalogue of Life.